# Shamus Award
Der Shamus Award (Shamus im amerikanischen Englisch umgangssprachlich für Schnüffler, Privatdetektiv) ist ein US-Literaturpreis für Kriminalliteratur, der seit 1982 jährlich von den Private Eye Writers of America (PWA) verliehen wird. Geehrt werden nur Romane, deren Hauptperson ein Privatdetektiv oder sonstiger privater Ermittler (z. B. Anwalt, Reporter) ist. Romane, in denen berufliche Ermittler, wie etwa Polizisten oder Geheimagenten, die Hauptfiguren sind, werden nicht zugelassen. Die Preisträger werden von professionellen Mitgliedern des PWA-Komitees ausgewählt. Die Verleihung erfolgt in derzeit neun Kategorien auf dem PWA Awards Banquet. Ein „The Eye“ (hergeleitet von „private eye“ und „P.I.“) genannter Preis würdigt unregelmäßig eine Autorin oder einen Autor für das bisherige Lebenswerk („Lifetime Achievement Award“, entsprechend dem Grand Master Award der Mystery Writers of America).

## Kategorien
| Kategorie                                          | Originaltitel                                                | Verleihung |
| -------------------------------------------------- | ------------------------------------------------------------ | ---------- |
| Bester Roman *                                     | Best P. I. Hardcover Novel                                   | seit 1982  |
| Bester Erstlingsroman *                            | Best First P. I. Novel                                       | seit 1985  |
| Bester Roman als Original-Taschenbuch *            | Best P. I. Paperback Original                                | seit 1982  |
| Auszeichnung für das Lebenswerk *                  | THE EYE – Lifetime Achievement Award                         | seit 1982  |
| Beste Kurzgeschichte                               | Best P. I. Short Story                                       | seit 1983  |
| Bestes bisher nicht veröffentlichtes Erstlingswerk | St. Martins’ Press/ PWA Best First Private Eye Novel Contest | 1986–2014  |
| Beste P.I.-Serienfigur / Beste P.I.-Serie *        | The Hammer                                                   | 2007–2014  |
| Bester Indie-Roman (Independent-Verlage)           | Best Indie P.I. Novel                                        | 2013–2015  |

Die Preisträger der mit einem Sternchen versehenen Kategorien sind nachstehend aufgeführt

## Preisträger

### Bester Roman – Best P.I. Hardcover Novel

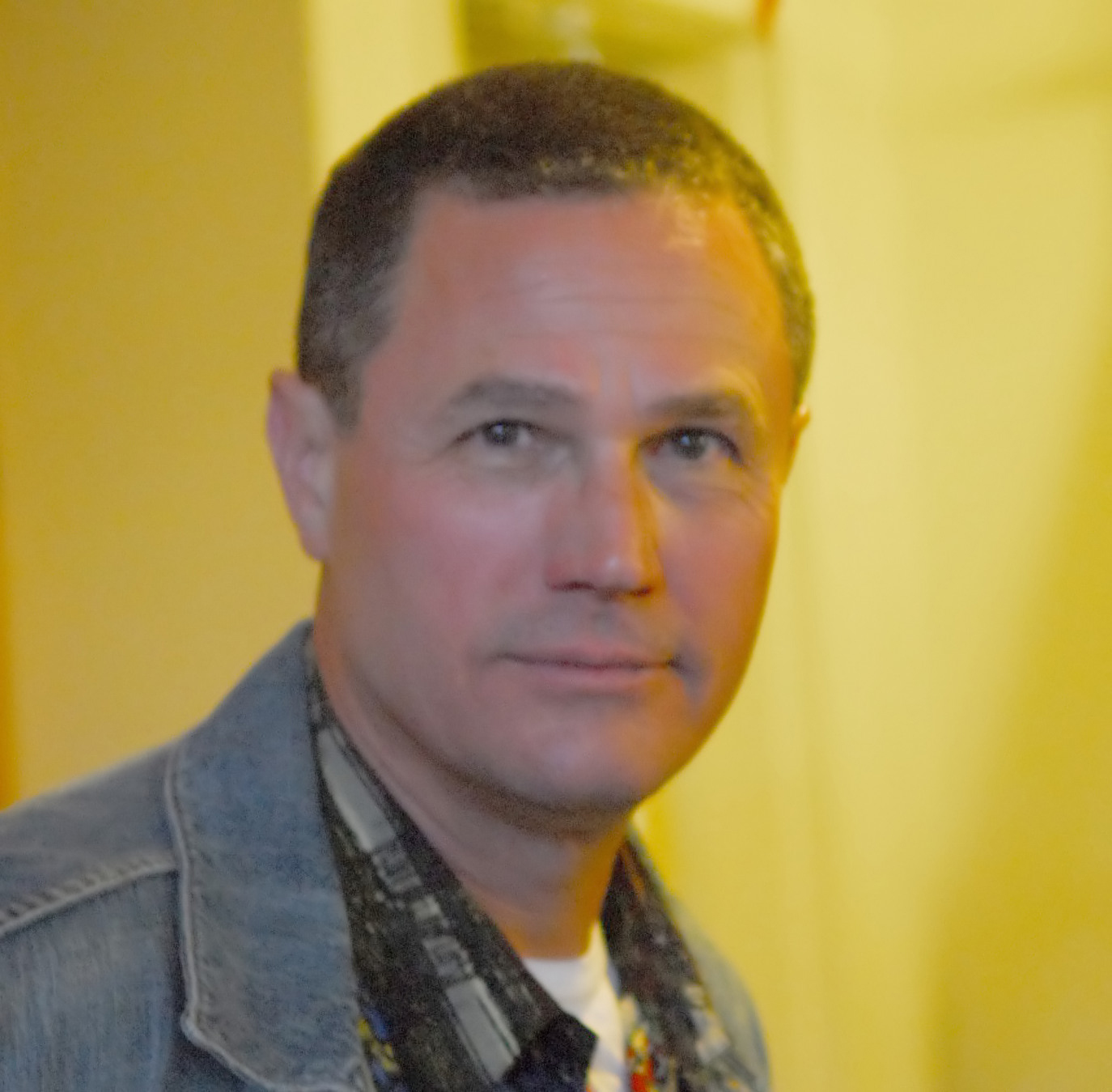
Robert Crais, Preisträger 2013

| Jahr | Preisträger/-in          | Originaltitel Verlag, Ort Jahr 1                            | Deutscher Titel Verlag, Ort Jahr 1                        |
| 1982 | Bill Pronzini            | Hoodwink St. Martin’s Press, New York 1981                  | Nostalgie mit Todesfolge Droemer Knaur, München 1983      |
| 1983 | Lawrence Block           | Eight Million Ways to Die Arbor House, New York 1982        | Viele Wege führen zu Mord Heyne, München 1985             |
| 1984 | Max Allan Collins        | True Detective St. Martin’s Press, New York 1983            | Chicago 1933 Bastei Lübbe, Bergisch Gladbach 1985         |
| 1985 | Loren D. Estleman        | Sugartown Hougthon Mifflin, Boston 1984                     | Frühling in Detroit Ullstein, Frankfurt/M. 1986           |
| 1986 | Sue Grafton              | B Is for Burglar Holt, Rinehart & Winston, New York 1986    | B wie Bruch Ullstein, Frankfurt/M. 1987                   |
| 1987 | Jeremiah Healy           | The Staked Goat Harper & Row, New York 1986                 |                                                           |
| 1988 | Benjamin Schutz          | A Tax in Blood Tom Doherty, New York 1987                   | Krieg in den Straßen Bastei Lübbe, Bergisch Gladbach 1991 |
| 1989 | John Lutz                | Kiss Henry Holt, New York 1988                              | Ein Tropfen Tod Goldmann, München 1991                    |
| 1990 | Jonathan Valin           | Extenuating Circumstances Delacorte Press, New York 1989    | Mildernde Umstände Heyne, München 1990                    |
| 1991 | Sue Grafton              | G Is for Gumshoe Henry Holt, New York 1990                  | G wie Galgenfrist Fischer, Frankfurt/M. 1992              |
| 1992 | Max Allan Collins        | Stolen Away Bantam Books, New York 1991                     | Kidnapping Bastei Lübbe, Bergisch Gladbach 1993           |
| 1993 | Harold Adams             | The Man Who Was Taller Than God Walker & Co., New York 1992 | Große Männer sterben schnell Goldmann, München 1994       |
| 1994 | Lawrence Block           | The Devil Knows You’re Dead William Morrow, New York 1993   | Der Teufel weiß alles Haffmans/Heyne, München 1995        |
| 1995 | Sue Grafton              | K is for Killer Henry Holt, New York 1994                   | Frau in der Nacht Goldmann, München 1995                  |
| 1996 | S. J. Rozan              | Concourse St. Martin’s Press, New York 1995                 |                                                           |
| 1997 | Robert Crais             | Sunset Express Hyperion, New York 1996                      | Falsches Spiel in L. A. Rowohlt, Reinbek 1997             |
| 1998 | Terrance Faherty         | Come Back Dead Simon & Schuster, New York 1997              |                                                           |
| 1999 | Bill Pronzini            | Boobytrap Carroll & Graf, New York 1998                     |                                                           |
| 2000 | Don Winslow              | California Fire and Life Alfred A. Knopf, New York 1999     | Die Sprache des Feuers Suhrkamp, Berlin 2012              |
| 2001 | Carolina Garcia-Aguilera | Havana Heat William Morrow, New York 2000                   |                                                           |
| 2002 | S. J. Rozan              | Reflecting the Sky St. Martin’s Minotaur, New York 2001     |                                                           |
| 2003 | James W. Hall            | Blackwater Sound St. Martin’s Press, New York 2002          |                                                           |
| 2004 | Ken Bruen                | The Guards Brandon, Dingle Co. Kerry / Ireland 2001         | Jack Taylor fliegt raus Atrium, Zürich 2009               |
| 2005 | Ed Wright                | While I Disappear Putnam’s, New York 2004                   |                                                           |
| 2006 | Michael Connelly         | The Lincoln Lawyer Little, Brown, Boston 2005               | Der Mandant Heyne, München 2007                           |
| 2007 | Ken Bruen                | The Dramatist Brandon, Dingle Co. Kerry/Ireland 2004        | Ein Drama für Jack Taylor Atrium, Zürich 2011             |
| 2008 | Reed Farrel Coleman      | Soul Patch Bleak House Books, Madison/WI 2007               |                                                           |
| 2009 | Reed Farrel Coleman      | Empty Ever After Bleak House Books, Madison/WI 2008         |                                                           |
| 2010 | Marcia Muller            | Locked In Grand Central Pub., New York 2009                 |                                                           |
| 2011 | Lori Armstrong           | No Mercy Simon & Schuster, New York 2010                    |                                                           |
| 2012 | Michael Wiley            | A Bad Night’s Sleep Minotaur Books, New York 2011           |                                                           |
| 2013 | Robert Crais             | Taken G. P. Putnam’s Sons, New York 2012                    | Straße des Todes Heyne, München 2013                      |
| 2014 | Brad Parks               | The Good Cop Minotaur Books, New York 2013                  |                                                           |
| 2015 | David Rosenfelt          | Hounded Minotaur Books, New York 2014                       |                                                           |
| 2016 | Ingrid Thofts            | Brutality G. P. Putnam’s Sons, New York 2013                |                                                           |
| 2017 | Reed Farrel Coleman      | Where It Hurts G. P. Putnam’s Sons, New York 2016           |                                                           |
| 2018 | T. Jefferson Parker      | The Room of White Fire G. P. Putnam’s Sons, 2017            |                                                           |
| 2019 | Kristen Lepionka         | What You Want to See Minotaur Books, New York               |                                                           |
| 2020 | Matt Coyle               | Lost Tomorrows Oceanview Pub, 2019                          |                                                           |
| 2021 | Matt Coyle               | Blind Vigil Oceanview Pub, 2020                             |                                                           |
| 2022 | S. J. Rozan              | Family Business Pegasus, New York 2021                      |                                                           |
| 2023 | Jonathan Ames            | The Wheel of Doll Mulholland Books, New York 2022           |                                                           |
| 2024 | Will Thomas              | Heart of the Nile Minotaur Books, New York 2023             |                                                           |

1 = Verlags- und Jahresangaben beziehen sich auf die Original- bzw. deutschen Erstausgaben

### Bester Debütroman – Best First P.I. Novel

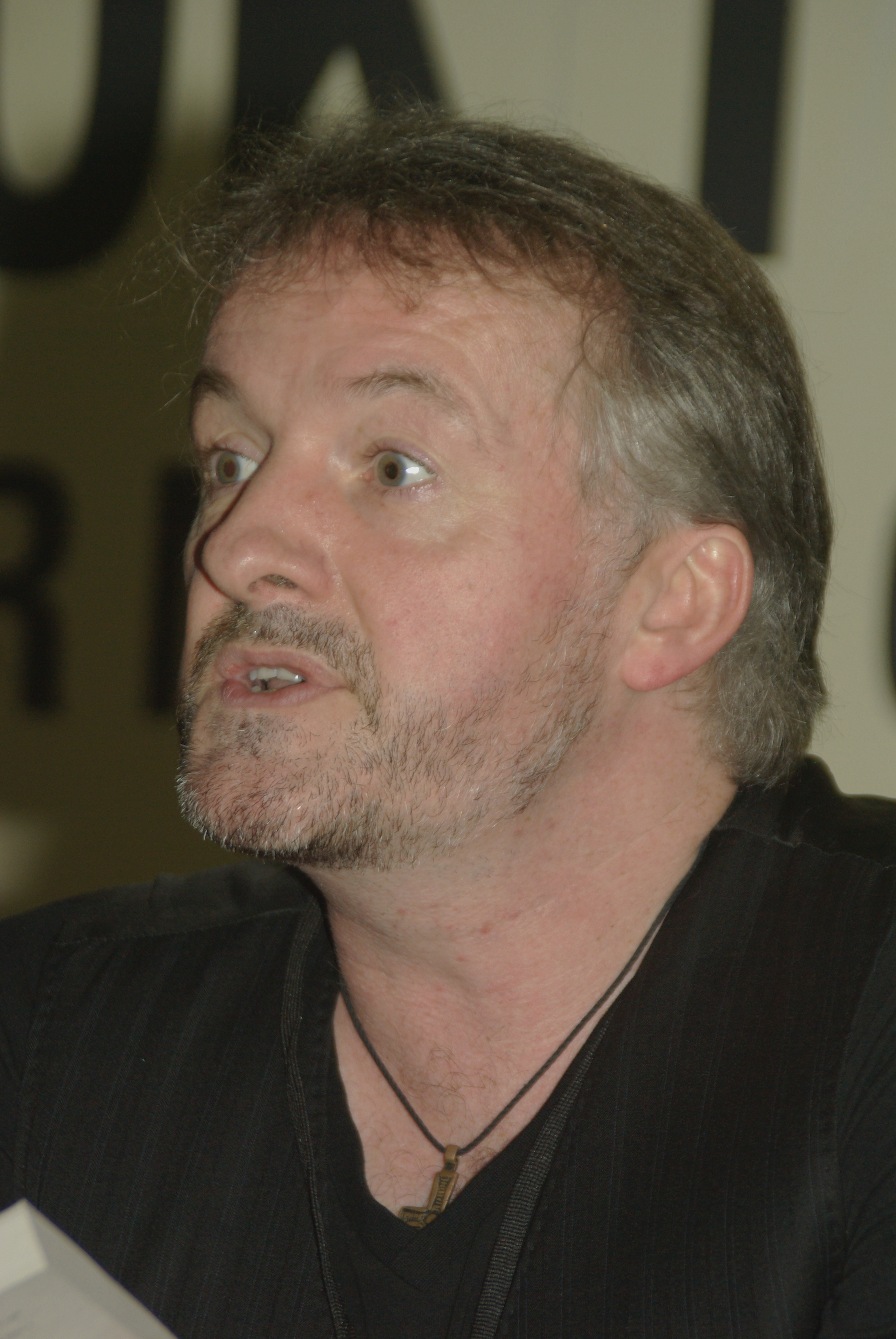
John Connolly (2011), Preisträger 2000

| Jahr | Preisträger/-in     | Originaltitel Verlag, Ort Jahr 1                                     | Deutscher Titel Verlag, Ort Jahr 1                            |
| 1985 | Jack Early          | A Creative Kind of Killer Watts Publishing, New York 1984            | Die sinnliche Polizistin Bastei Lübbe, Bergisch Gladbach 1992 |
| 1986 | Wayne Warga         | Hardcover Arbor House, New York 1985                                 |                                                               |
| 1987 | J. W. Rider         | Jersey Tomatoes Arbor House, New York 1986                           |                                                               |
| 1988 | Michael Allegretto  | Death on the Rocks Scribner’s, New York 1987                         | Sterben on the rocks Scherz, Bern u. a. 1995                  |
| 1989 | Gar Anthony Haywood | Fear of the Dark St. Martin’s Press, New York 1988                   | Schwarz weiß tot Rotbuch, Berlin 1990                         |
| 1990 | Karen Kijewski      | Katwalk St. Martin’s Press, New York 1989                            | Ein Fall für Kat Heyne, München 1991                          |
| 1991 | Walter Mosley       | Devil in a Blue W.W. Norton, New York 1990                           | Der Teufel in Blau Knaus, München 1992                        |
| 1992 | Thomas Davis        | Suffer Little Children Walker & Co., New York 1991                   |                                                               |
| 1993 | John Straley        | The Woman Who Married a Bear Soho Press, New York 1992               | Die Frau des Bären Rowohlt, Reinbek 1993                      |
| 1994 | Lynn Hightower      | Satan’s Lambs Walker & Co., New York 1993                            |                                                               |
| 1995 | Dennis Lehane       | A Drink Before the War Harcourt Brace, New York 1994                 | Streng vertraulich Ullstein, Berlin 1999                      |
| 1996 | Richard Barre       | The Innocents Walker & Co., New York 1995                            |                                                               |
| 1997 | Carol Lea Benjamin  | This Dog for Hire Walker & Co., New York 1996                        |                                                               |
| 1998 | Rick Riordan        | Big Red Tequila Bantam Books, New York 1997                          |                                                               |
| 1999 | Steve Hamilton      | A Cold Day in Paradise St. Martin’s Press, New York 1998             | Ein kalter Tag im Paradies DuMont, Köln 2001                  |
| 2000 | John Connolly       | Every Dead Thing Hodder & Stoughton, London, 1999                    | Das schwarze Herz Ullstein, München 2000                      |
| 2001 | Bob Truluck         | Street Level Thomas Dunne Books, New York 2000                       |                                                               |
| 2002 | David Fulmer        | Chasing the Devil’s Tail Poisoned Pen Press, Scottsdale/Arizona 2001 |                                                               |
| 2003 | Eddie Muller        | The Distance Scribner’s, New York 2002                               |                                                               |
| 2004 | Peter Spiegelman    | Black Maps Alfred A. Knopf, New York 2003                            |                                                               |
| 2005 | Ingrid Black        | The Dead Headline, London 2003                                       | Der siebte Tag C. Bertelsmann, München 2004                   |
| 2006 | Louise Ure          | Forcing Amaryllis Mysterious Press, New York 2005                    |                                                               |
| 2007 | Declan Hughes       | The Wrong Kind of Blood William Morrow, New York 2006                | Blut von meinem Blut Rowohlt, Reinbek 2006                    |
| 2008 | Sean Chercover      | Big City, Bad Blood William Morow, New York 2007                     |                                                               |
| 2009 | Ian Vasquez         | In the Heat St. Martin's Minotaur, New York 2008                     |                                                               |
| 2010 | Brad Parks          | Faces of the Gone St. Martin's Minotaur, New York 2009               |                                                               |
| 2011 | Michael Ayoob       | In Search of Mercy Minotaur Books, New York 2010                     |                                                               |
| 2012 | P. G. Sturges       | The Shortcut Man Scribner’s, New York 2011                           |                                                               |
| 2013 | Michael Sears       | Black Fridays G. P. Putnam's sons, New York 2012                     | Am Freitag schwarz Deutscher Taschenbuchverlag, München 2012  |
| 2014 | Lachlan Smith       | Bear is Broken The Mysterious Press, New York 2013                   |                                                               |
| 2015 | Julia Dahl          | Invisible City Minotaur Books, New York 2014                         |                                                               |
| 2016 | Lisa Sandlin        | The Do-Right Cinco Puntos Press, El Paso, Texas 2015                 | Ein Job für Delpha Suhrkamp, Berlin 2017                      |
| 2017 | Isaiah Quintabe     | IQ Mulholland Books, New York 2017                                   |                                                               |
| 2018 | Kristen Lepionka    | The Last Place You Look Minotaur Books, New York 2017                | Du findest sie nicht Goldmann, München 2018                   |
| 2019 | Katrina Carrasco    | The Best Bad Things Picador, New York 2019                           |                                                               |
| 2020 | nicht vergeben      | nicht vergeben                                                       | nicht vergeben                                                |
| 2021 | Kwei Quartey        | The Missing American Allison & Busby, London 2020                    |                                                               |
| 2022 | Gregory Stout       | Lost Little Girl Level Best Books, Olney 2021                        |                                                               |
| 2023 | Philip Miller       | The Goldenacre Soho Crime, New York 2022                             |                                                               |
| 2024 | nicht vergeben      | nicht vergeben                                                       | nicht vergeben                                                |

1 = Verlags- und Jahresangaben beziehen sich auf die Original- bzw. deutschen Erstausgaben

### Bester Roman als Original-Taschenbuch – Best P.I. Paperback Original

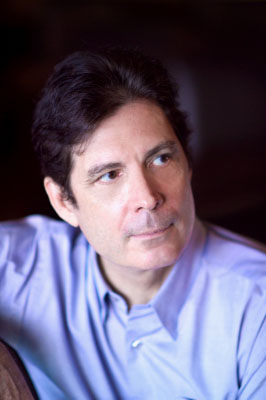
Christopher G. Moore, Preisträger 2011

| Jahr | Preisträger/-in       | Originaltitel Verlag, Ort Jahr 1                                             | Deutscher Titel Verlag, Ort Jahr 1                          |
| 1982 | Max Byrd              | California Thriller Bantam Books, New York 1981                              | Die Wurzeln des Übels Heyne, München 1982                   |
| 1983 | William Capbell Gault | The Cana Diversion Worldwide, New York / Toronto 1982                        |                                                             |
| 1984 | Paul Engleman         | Dead in Centerfield Ballantine Books, New York 1983                          |                                                             |
| 1985 | Warren Murphy         | Ceiling of Hell Fawcett Crest, New York 1984                                 |                                                             |
| 1986 | Earl Emerson          | Poverty Bay Avon Books, New York 1985                                        |                                                             |
| 1987 | Rob Kantner           | The Back Door Man Bantam Books, New York 1986                                | Der Jazz-Mann Bastei Lübbe, Bergisch Gladbach 1994          |
| 1988 | L. J. Washburn        | Wild Night Tom Doherty, New York 1987                                        |                                                             |
| 1989 | Rob Kantner           | Dirty Work Bantam Books, New York 1988                                       |                                                             |
| 1990 | Rob Kantner           | Hell’s Only Half Full Bantam Books, New York 1989                            |                                                             |
| 1991 | W. Glenn Duncan       | Rafferty: Fatal Sisters Fawcett Books, Greenwich/CT. 1990                    |                                                             |
| 1992 | Paul Kemprecos        | Cool Blue Tomb Batam Books, New York 1991                                    |                                                             |
| 1993 | Marele Day            | The Last Tango of Dolores Delgado Allen & Unwin, St. Leonards/Australia 1992 | Der letzte Tango der Dolores Delgado Argument, Hamburg 1997 |
| 1994 | Rodman Philbrick      | Brothers and Sinners Penguin Books CND, Toronto 1993                         |                                                             |
| 1995 | Ed Goldberg           | Served Cold West Coast Crime, Portland/Oregon 1994                           |                                                             |
| 1996 | William Jaspersohn    | Native Angels Bantam Books, New York 1995                                    |                                                             |
| 1997 | Harlan Coben          | Fade Away Dell, New York 1996                                                | Der Insider Goldmann, München 2007                          |
| 1998 | Laura Lippman         | Charm City Avon Books, New York 1997                                         | Charm City Rotbuch, Hamburg 2003                            |
| 1999 | Steven Womack         | Murder Manual Ballantine Books, New York 1998                                |                                                             |
| 2000 | Laura Lippman         | In Big Trouble Avon Books, New York 1999                                     |                                                             |
| 2001 | Thomas Lipinski       | Death in the Steel City Avon Twilight, New York 2000                         |                                                             |
| 2002 | Lyda Morehouse        | Archangel Protocol New American Library, New York 2001                       |                                                             |
| 2003 | D. Daniel Judson      | The Poisoned Rose Bantam Books, New York 2002                                |                                                             |
| 2004 | Andy Straka           | Cold Quarry Signet, New York 2003                                            |                                                             |
| 2005 | Max Phillips          | Fade to Blonde Dorchester Publishing, New York 2004                          | Tödlich Blond Rotbuch, Berlin 2009                          |
| 2006 | Reed Farrell Coleman  | The James Deans Plume, New York 2005                                         |                                                             |
| 2007 | P. J. Parrish         | An Unquiet Grave Kensington Books, New York 2006                             |                                                             |
| 2008 | Richard Aleas         | Songs of Innocence Hard Case Crime, New York 2007                            | Lieder der Unschuld Rotbuch, Berlin 2009                    |
| 2009 | Lori Armstrong        | Snow Blind Medaillon Press, St Charles/IL 2008                               |                                                             |
| 2010 | Ira Berkowitz         | Sinner's Ball Three Rivers Press, New York 2009                              |                                                             |
| 2011 | Christopher G. Moore  | Asia Hand White Lotus, Bangkok 1992                                          |                                                             |
| 2012 | Duane Swierczynski    | Fun & Games Mulholland Books, New York 2011                                  |                                                             |
| 2013 | Alison Gaylin         | And She Was Harper, New York 2012                                            | Dornröschenschlaf Ullstein, Berlin 2013                     |
| 2014 | P. J. Parrish         | Heart of Ice Pocket Books, New York 2013                                     |                                                             |
| 2015 | Vincent Zandri        | Moonlight Weeps Down & Out Books, Lutz/FL 2014                               |                                                             |
| 2016 | J. L. Abramo          | Circling the Runway Down & Out Books, Lutz/FL 2015                           |                                                             |
| 2017 | Vaseem Khan           | The Perplexing Theft of the Jewel in the Crown mulholland Books, London 2016 | Inspector Chopra und der Juwelenraub Ullstein, Berlin 2018  |
| 2018 | Rich Zahradnik        | Lights Out Summer Camel Press, Seattle/WA 2017                               |                                                             |
| 2019 | Max Wirestone         | The Questionable Behavior of Dahlia Moss Redhook, New York 2018              |                                                             |
| 2020 | James D. F. Hannah    | Behind the Wall of Sleep Down & Out Books, 2021                              |                                                             |
| 2021 | Richard Helms         | Brittle Karma Barbadoes Hall Communications, 2020                            |                                                             |
| 2022 | John McFetridge       | Every City is Every Other City ECW Press, Toronto 2021                       |                                                             |
| 2023 | J.R. Sanders          | Dead-Bang Fall Level Best Books, Olney 2022                                  |                                                             |
| 2024 | Gabriel Valjan        | Liar’s Dice Level Best Books, Olney 2023                                     |                                                             |

1 = Verlags- und Jahresangaben beziehen sich auf die Original- bzw. deutschen Erstausgaben

### Auszeichnung für das Lebenswerk – THE EYE – Lifetime Achievement Award

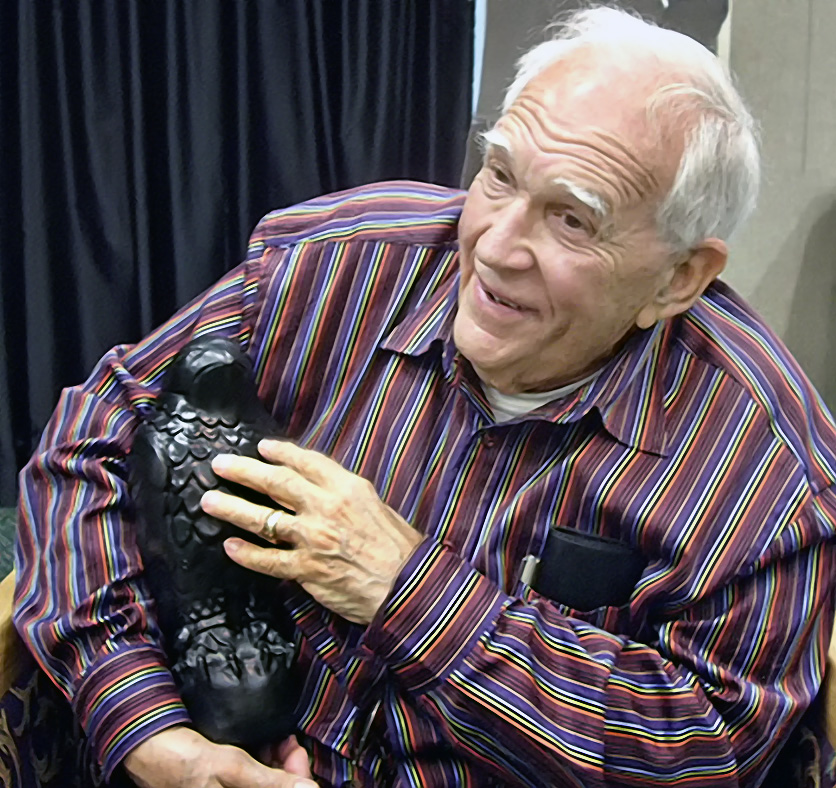
Joe Gores (1931–2011), Preisträger 2008

(wird nicht jedes Jahr verliehen)
| Jahr | Preisträger/-in                |
| ---- | ------------------------------ |
| 1982 | Ross Macdonald                 |
| 1983 | Mickey Spillane                |
| 1984 | William Campbell Gault         |
| 1985 | Howard Browne                  |
| 1986 | Richard S. Prather             |
| 1987 | Bill Pronzini                  |
| 1988 | Dennis Lynds und Wade Miller   |
| 1989 | Nicht vergeben                 |
| 1990 | Nicht vergeben                 |
| 1991 | Roy Huggins                    |
| 1992 | Joseph Hansen                  |
| 1993 | Marcia Muller                  |
| 1994 | Stephen J. Cannell             |
| 1995 | John Lutz und Robert B. Parker |
| 1996 | Nicht vergeben                 |
| 1997 | Stephen Marlowe                |
| 1998 | Nicht vergeben                 |
| 1999 | Maxine O’Callaghan             |
| 2000 | Edward D. Hoch                 |
| 2001 | Nicht vergeben                 |
| 2002 | Lawrence Block                 |
| 2003 | Nicht vergeben                 |
| 2004 | Donald Westlake                |
| 2005 | Nicht vergeben                 |
| 2006 | Max Allan Collins              |
| 2007 | Stuart M. Kaminsky             |
| 2008 | Joe Gores                      |
| 2009 | Robert J. Randisi              |
| 2010 | Nicht vergeben                 |
| 2011 | Ed Gorman                      |
| 2012 | Nicht vergeben                 |
| 2013 | Loren D. Estleman              |
| 2014 | Nicht vergeben                 |
| 2015 | Parnell Hall                   |
| 2016 | S. J. Rozan                    |
| 2017 | Jerry Kennealy                 |
| 2018 | Walter Mosley                  |
| 2019 | Nicht vergeben                 |
| 2020 | Nicht vergeben                 |
| 2021 | Michael Z. Lewin               |
| 2022 | Nicht vergeben                 |
| 2023 | Nicht vergeben                 |
| 2024 | Nicht vergeben                 |

### Beste P.I.-Serienfigur/Beste P.I.-Serie – The Hammer
In dieser Kategorie würdigen die Private Eye Writers of America (PWA) die beste charakterliche Darstellung eines einzelnen Privatdetektivs oder einer Privatdetektiv-Serie. Namensgeber der Auszeichnung ist der Protagonist in Mickey Spillanes Romanen, Mike Hammer. Nachdem schon 2013 die Vergabe ausgefallen war, wurde die Verleihung nach 2014 eingestellt.
| Jahr | Serienfigur/Serie      | Autor/-in          |
| ---- | ---------------------- | ------------------ |
| 2007 | Shell Scott            | Richard S. Prather |
| 2008 | The Nameless Detective | Bill Pronzini      |
| 2009 | Matt Scudder           | Lawrence Block     |
| 2010 | Sharon McCone          | Marcia Muller      |
| 2011 | V. I. Warshawski       | Sara Paretsky      |
| 2012 | Nate Heller            | Max Allan Collins  |
| 2014 | Kinsey Millhone        | Sue Grafton        |